# Mimudea catilualis
Mimudea catilualis là một loài bướm đêm trong họ Crambidae.